# Siti Musdah Mulia
Siti Musdah Mulia (Bone, 1958) è un'attivista indonesiana, prima donna a essere nominata ricercatrice presso l'Indonesian Institute of Sciences.

## Biografia
Musdah è nata nel 1958 a Bone, nel Sulawesi Meridionale, in una famiglia musulmana conservatrice.

### Carriera
Nel 1997 Musdah è stata la prima donna a ottenere un dottorato di ricerca in pensiero islamico dalla Syarif Hidayatullah Islamic State University.
Dal 1999 al 2007 è stata consulente senior presso il Ministero degli Affari religiosi, contribuendo nel 2004 alla stesura di una bozza di legge che metteva in discussione il codice legale islamico indonesiano, consigliando di modificarlo per proibire il matrimonio infantile, la poligamia e per consentire il matrimonio interreligioso, che, in seguito a violente proteste, è stata infine abbandonata.
Dal 2000 al 2005 è stata a capo della divisione di ricerca del Consiglio degli ulama indonesiani.
Dal 2007 Musdah è presidente della Conferenza indonesiana sulla religione e la pace, che mira a promuovere il dialogo interreligioso in Indonesia. È anche direttrice del Megawati Institute, un think tank fondato dall'ex presidente Megawati Sukarnoputri. Attualmente è professoressa di pensiero politico islamico presso la Syarif Hidayatullah State Islamic University.
Musdah ha anche scritto libri, tra cui Woman Portrait in the Lecture of Islam (2000), Islam and Mass Media (2000), Gender Equality and Justice in the perspective of Islam (2001), Islamic State: The Political Thought of Haikal (2002),  Women and Politics (2003), Islam Criticises Polygamy (2003), Reformist Muslim Women: Islam Litigates Polygamy (2004), The Reformist Muslimah's Encyclopedia: Essence of Ideas for Reinterpretation and Action (2004), Religion-reform-inspired Muslim Women (2005), Islam and Violence Against Women (2006) e Islam and the Inspiration of Gender Equality (2007). Nel 2020 ha pubblicato un'edizione aggiornata di The Reformist Muslimah's Encyclopedia.
Musdah ha espresso opinioni moderate sulle questioni islamiche, dichiarando che non esiste alcun obbligo per le donne di indossare l'hijab e esprimendo posizioni a favore della comunità LGBT. Musdah considera inoltre la poligamia harām. Ha anche sostenuto che le donne musulmane dovrebbero essere autorizzate a interpretare da sole gli insegnamenti islamici e a diventare ʿālim.

## Riconoscimenti
Nel 2007 Musdah ha ricevuto il l'International Women of Courage Award dal Dipartimento di Stato degli Stati Uniti d'America.
Nel 2008 ha ricevuto il premio Yap Thiam Hien per i diritti umani per il suo lavoro di promozione del dialogo e dell'inclusione nell'Islam.
Nel 2009 ha ricevuto il Premio Internazionale la Donna dell’Anno dal Consiglio Regionale della Valle d'Aosta.